# Голяма награда на САЩ-запад
Голямата награда на САЩ Запад е автомобилно състезание, което се провежда на писта по улиците на Лонг Бийч, Калифорния като състезание от Формула 5000 през 1975 г. и като част от световния шампионат Формула 1 от 1976 до 1983 г.
След Уоткинс Глен, Лонг Бийч става втората голяма награда в САЩ през средата на 70-те години, като дотогава само Италия е имала домакинство на два старта в рамките на една година. Състезанието по улиците има незабавен успех още от първото състезание през 1976 г., и то става отговор на САЩ за Голямата награда на Монако. През последния старт от 1983 г., Джон Уотсън печели от 22-ро място в стартовата решетка, най-отдалечената позиция от която е печелено състезание във Формула 1.

## Победители
| Година | Пилот           | Конструктор   | Писта     | Статистика |
| ------ | --------------- | ------------- | --------- | ---------- |
| 1983   | Джон Уотсън     | Макларън-Форд | Лонг Бийч | Статистика |
| 1982   | Ники Лауда      | Макларън-Форд | Лонг Бийч | Статистика |
| 1981   | Алън Джоунс     | Уилямс-Форд   | Лонг Бийч | Статистика |
| 1980   | Нелсън Пикет    | Брабам-Форд   | Лонг Бийч | Статистика |
| 1979   | Жил Вилньов     | Ферари        | Лонг Бийч | Статистика |
| 1978   | Карлос Ройтеман | Ферари        | Лонг Бийч | Статистика |
| 1977   | Марио Андрети   | Лотус-Форд    | Лонг Бийч | Статистика |
| 1976   | Клей Регацони   | Ферари        | Лонг Бийч | Статистика |

## Победи-статистика

### Конструктори
| Победи | Конструктор | Постигнати       |
| ------ | ----------- | ---------------- |
| 3      | Ферари      | 1976, 1978, 1979 |
| 2      | Макларън    | 1982, 1983       |

### Двигатели
| Победи | Двигател | Постигнати                   |
| ------ | -------- | ---------------------------- |
| 5      | Форд     | 1977, 1980, 1981, 1982, 1983 |
| 3      | Ферари   | 1976, 1978, 1979             |